# نادر مهدوی
نادر مهدوی یا حسین بسریا
(۱۴ خرداد ۱۳۴۲–۱۶ مهر ۱۳۶۶) فرمانده ناوگروه دریایی ذوالفقار، وابسته به منطقه دوم نیروی دریایی سپاه پاسداران انقلاب اسلامی بود.
وی و افرادش در جریان درگیری چندین ساعته با ناوها و هلیکوپترهای آمریکایی، زخمی و اسیر شده و تعدادی دیگر کشته شدند. پیکر وی شش روز بعد از طریق عمان به فرودگاه مهرآباد تهران منتقل شد. وی در عملیات دیگری از جمله عملیات کربلای ۳ در مورخه ۱۱ شهریور ۱۳۶۵ که منجر به فتح اسکله و پایانه نفتی الامیه عراق گردید و ضربه مهمی به صادرات نفت عراق از طریق خلیج فارس وارد کرد نیز حضور داشت.
آرامگاه وی در روستای بحیری شهرستان دشتی است.

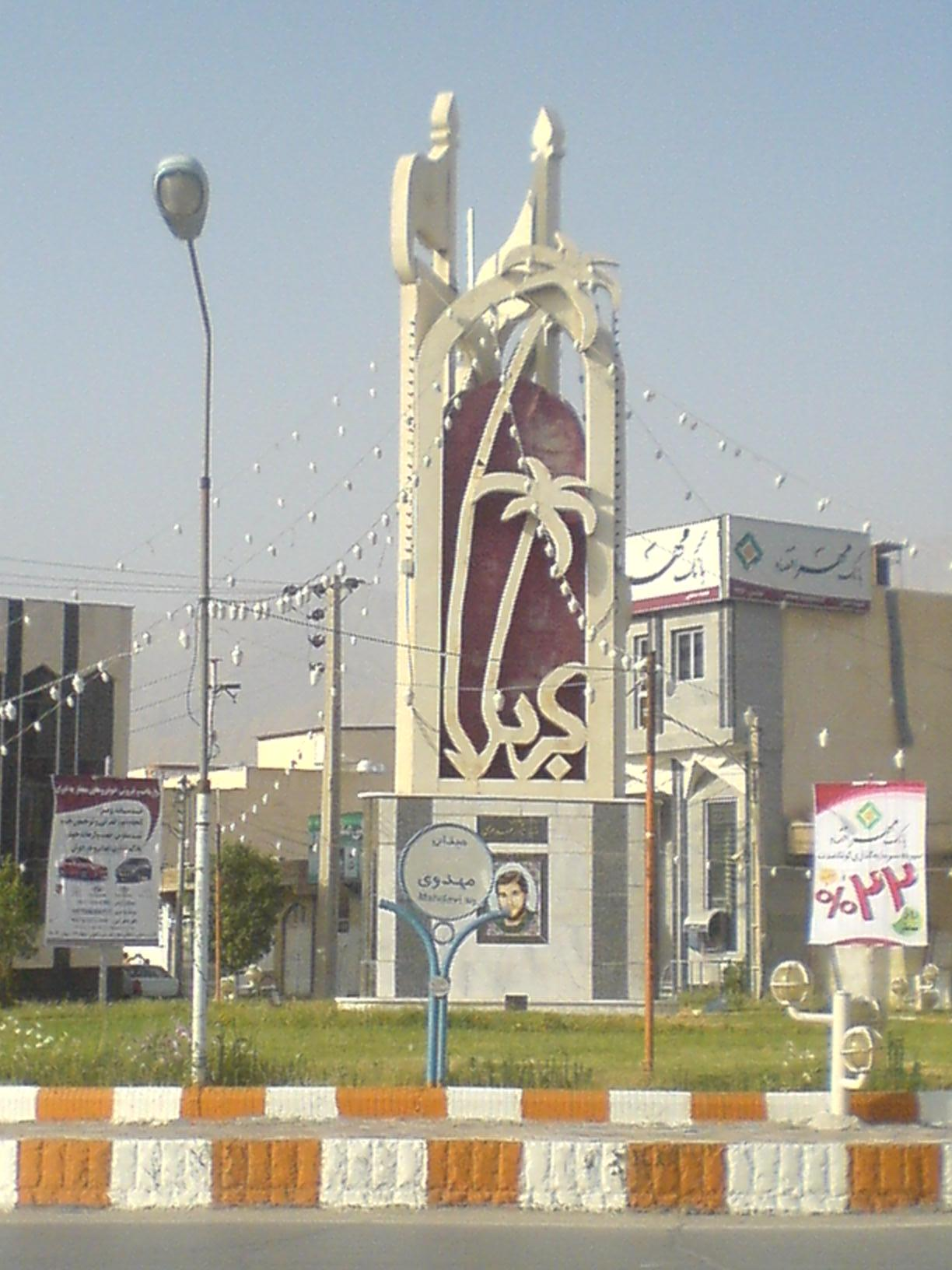
میدان شهید مهدوی (مرکز شهر خورموج)

در شهرستان دشتی (شهر خورموج) میدانی و در بوشهر هم استادیوم پانزده هزار نفری این شهر به نام وی نام‌گذاری گردید.

## انهدام نفتکش اس‌اس بریجتون

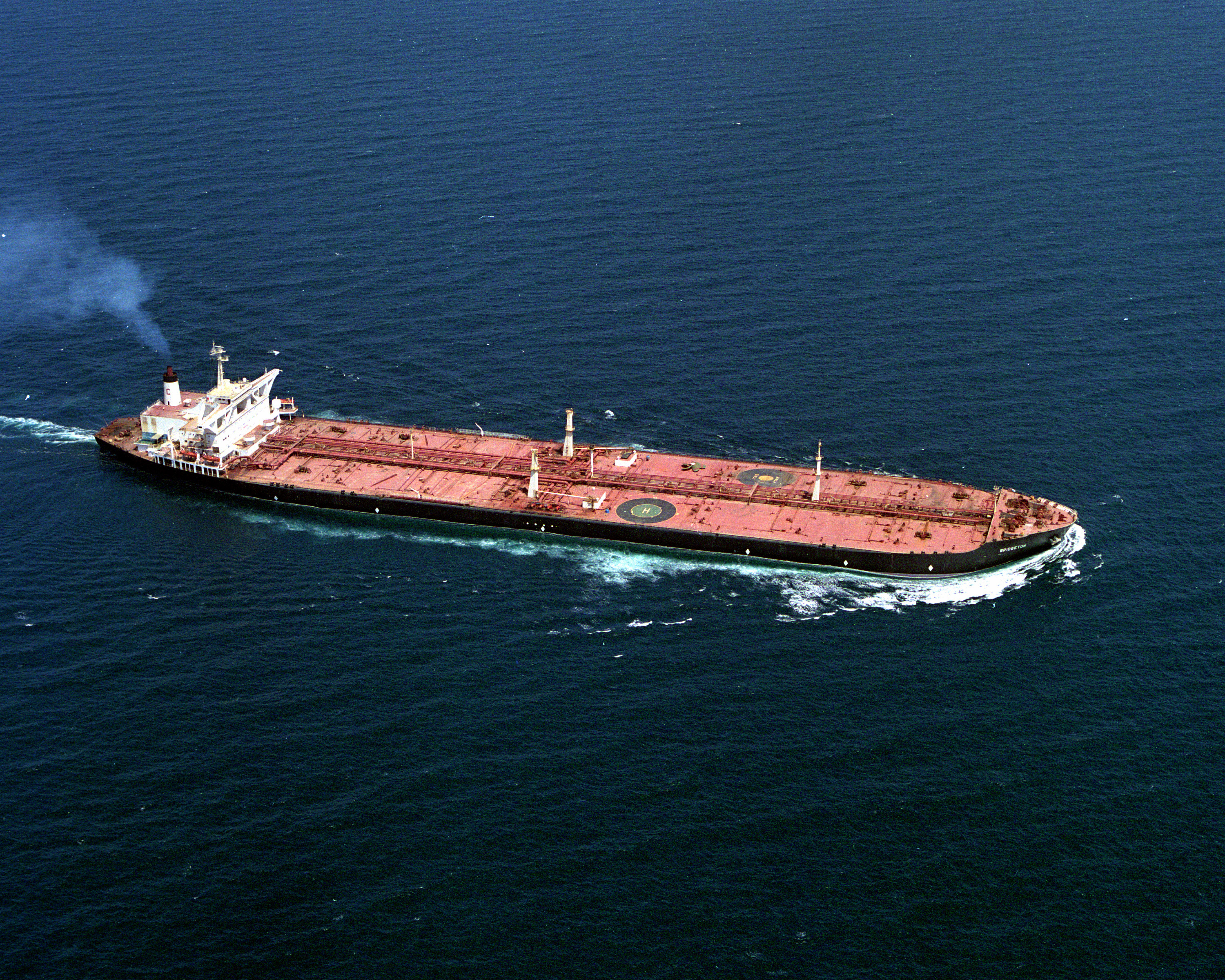
نفتکش کویتی اس‌اس بریجتون

وی همچنین در عملیاتی با هدف نابود کردن نفتکش کویتی اس‌اس بریجتون که با پرچم آمریکا در خلیج فارس تردد می‌کرد و از سوی ناوگان آمریکا اسکورت می‌شد، حضور داشت که در نهایت منجر به آسیب نفتکش شد. عراق حمله به پایانه‌های صادرات نفت ایران و نفتکش‌های ایرانی را در خلیج فارس آغاز کرد و ایران نیز متقابلاً اعلام کرد که نفتکش‌های متحدین عراق که از بنادر خود تسلیحات نظامی عراق را انتقال داده و مبالغ عظیمی کمک مالی برای جنگ در اختیار عراق قرار داده بودند را هدف قرار می‌دهد. کویت از بزرگ‌ترین حامیان عراق در جنگ با ایران بود. با توجه به سواحل کم عراق در خلیج فارس و نابود شدن اسکله‌های عراق توسط نیروی دریایی و هوایی ایران در آغاز جنگ، عراق بخشی از نفت خود را توسط کویت صادر می‌کرد. در پی تصمیم ایران برای قطع صادرات نفت عراق از طریق نفتکشها و بنادر کویت و پاسخ دادن به حملات گسترده عراق به پایانه‌های نفتی نفتکش‌های ایرانی، کویت از شوروی و آمریکا خواست اسکورت نفتکش‌هایش را تا خروج از تنگه هرمز بر عهده گیرند.
آمریکا در پاسخ به این درخواست کویت عملیات اراده جدی را توسط نیروی دریایی خود در خلیج فارس آغاز کرد که با انهدام تانکر کویتی حامل نفت عراق توسط مین‌های ایران ناکام ماند.

## نظرات دیگران
سید علی خامنه ای رهبر ایران گفته‌است:
یکی از دوستان ما که کارشناس است می‌گفت اگر شهید نادر مهدوی متعلق به کمونیست‌ها بود یک چه گوارا از او درست می‌کردند، یعنی یک چهره بین‌المللی مبارز.
مرتضی آوینی در مورد مهدوی می‌نویسد:
 کجاست آن شجاعت و توکل و عشقی که مثل نادر مهدوی یا بیژن گرد بر یک قایق موتوری بنشیند و به قلب ناوگان الکترونیکی شیطان خلیج فارس حمله برد؟ می‌پرسید این شجاعت و توکل و عشق به چه درد می‌خورد؟ هیچ!
به درد دنیاداران نمی‌خورد اما به کار آخرت عشاق می‌آید که آنجاست دار حاکمیت جاودانه عشاق.

## در رسانه‌ها
- «نادر، برادرم، حسین» عنوان کتابی است که در سال ۱۳۹۳ پیرامون زندگی وی نگاشته شد.
- در مستند رو در رو با شیطان تصاویری از رزم وی در برابر نظامیان آمریکایی نمایش داده شد که بازتاب فراوانی داشت.
- در سال ۱۳۹۳ پویانمایی بر پایه زندگی وی با نام «حماسه شهید نادر مهدوی» ساخته شد.
- نماهنگ ایستاده بر موج در مورد وی ساخته شده‌است.[۱۴]
- نرم‌افزار اندروید زندگی وی ساخته و ارائه گردیده‌است.[۱۵]
- فیلم سینمایی با موضوع زندگی نادر مهدوی در حال ساخت است.[۱۶]

## بزرگداشت
رقابت‌های کشتی آزاد قهرمانی ایران در سال ۱۳۹۴ به نام و یاد وی نام‌گذاری شد.
در سال ۱۳۹۴ طی مراسمی در استان بوشهر از تمبر یادبود وی رونمایی شد.